# Церква Покрови Пресвятої Богородиці (Львів, Левандівка)
Церква Покрови Пресвятої Богородиці — чинна мурована церква у Львові, в історичній місцевості Левандівка, належить Православній церкві України. Відзначається гармонійним пропорціями на основі триконхового плану та синтезом модерністської морфології та традиціоналістської семантики, з елементами пост-модерну (дзвіниця, віконні прорізи головної бані).

## Передісторія
На місці церкви у 1923 році, за проєктом Генрика Заремби, було споруджено римо-католицький костел Матері Божої Неустанної Помочі. Невелика будівля зального типу із стрімким дахом, увінчувалась маленькою гострокутною сигнатурою. 
У 1936 році було прийнято рішення розібрати костел, а наступного року його передали православній громаді. З огляду на початок другої світової війни плани демонтажу так і не були здійснені. Однак, у 1960 році в умовах комуністичної влади, будівлю розібрали.

## Історія
Роботи із спорудження церкви Покрови Пресвятої Богородиці на Левандівці почались у 1991 році за сприяння тодішнього очільника «Львівської залізниці» (у майбутньому міністра транспорту України) Георгія Кірпи. Архітектурний проєкт розробив голова Львівської обласної організації Спілки архітекторів України Роман Сивенький, з яким Кірпа співпрацював у межах проєктування низки залізничних вокзалів Львівської залізниці. Сприяв будівництву і перший настоятель храму о. Петро Равлик. Завершення та освячення церкви відбулося у 1996 році.
Серед найбільш помітних елементів інтер'єру — ікони Нерукотворний Спас, Пресвята Трійця, ікона Божої Матері «Утоли мої печалі», образ Богородиці «Годувальниця», а також полотно із зображенням Страстей Христових, що створювалося впродовж двох років.

## Архітектура
Церква має центричне рішення із домінуючим головним куполом та симетричною планувальною структурою. В основі плану триконхове вирішення, де дві бічні конхи за своїми габаритами ідентичні вівтарній апсиді. Така просторова організація підтримана вирішенням вхідної групи, що має форму ще однієї конхи (апсиди), але обернутої назовні. На стику цих чотирьох принципових елементів плану розташовані вузькі довгі вежі, увінчані куполами. Ще менші вежі фланкують вхідну групу.

Оригінальним вирішенням відрізняється архітектура дзвіниці, основний об'єм якої має вигляд довгастого листка, що робить її стилістично близькою до мови постмодерну (досить рідкісного у львівській архітектурі 1990-х років).

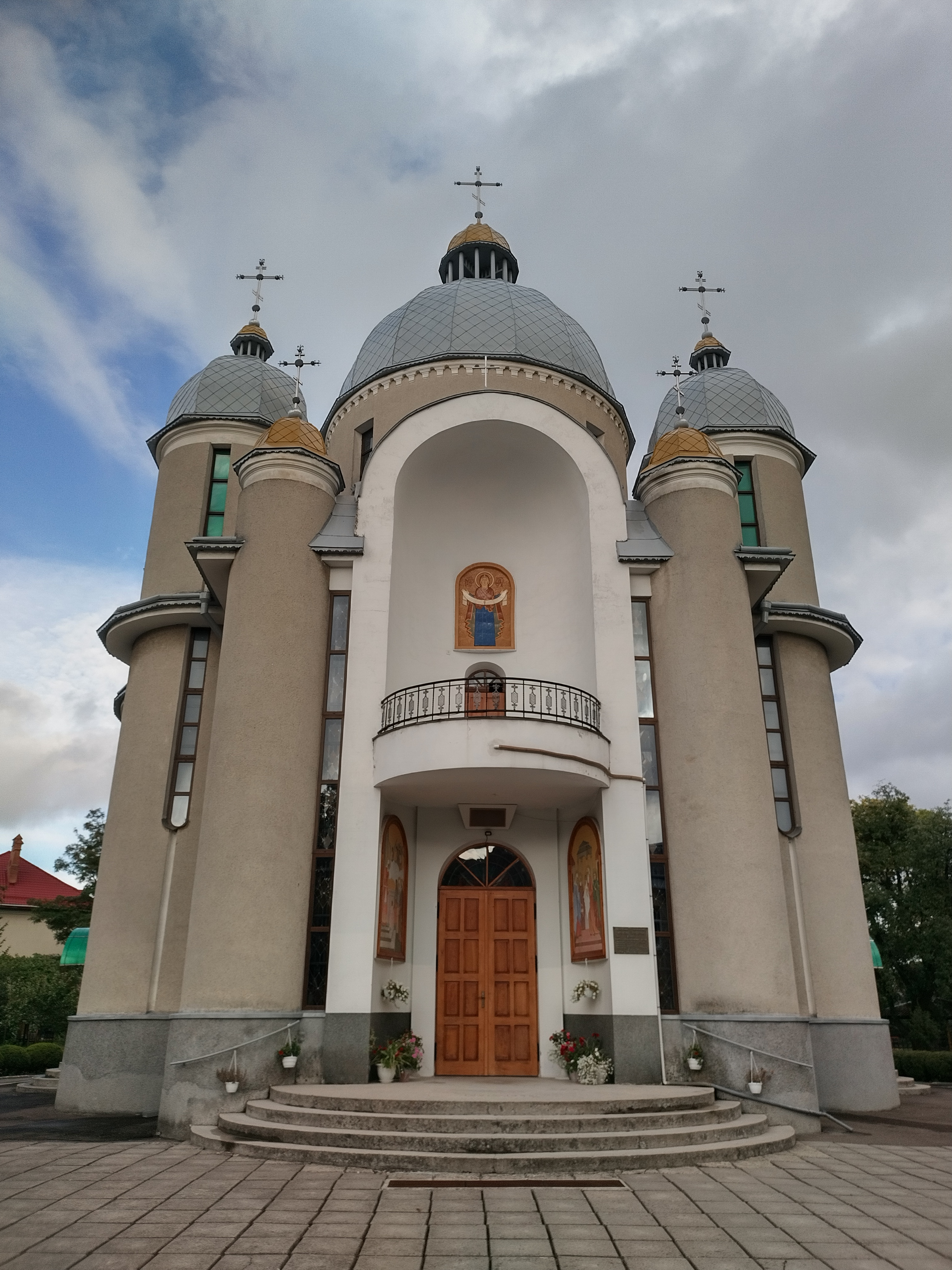
Головний фасад
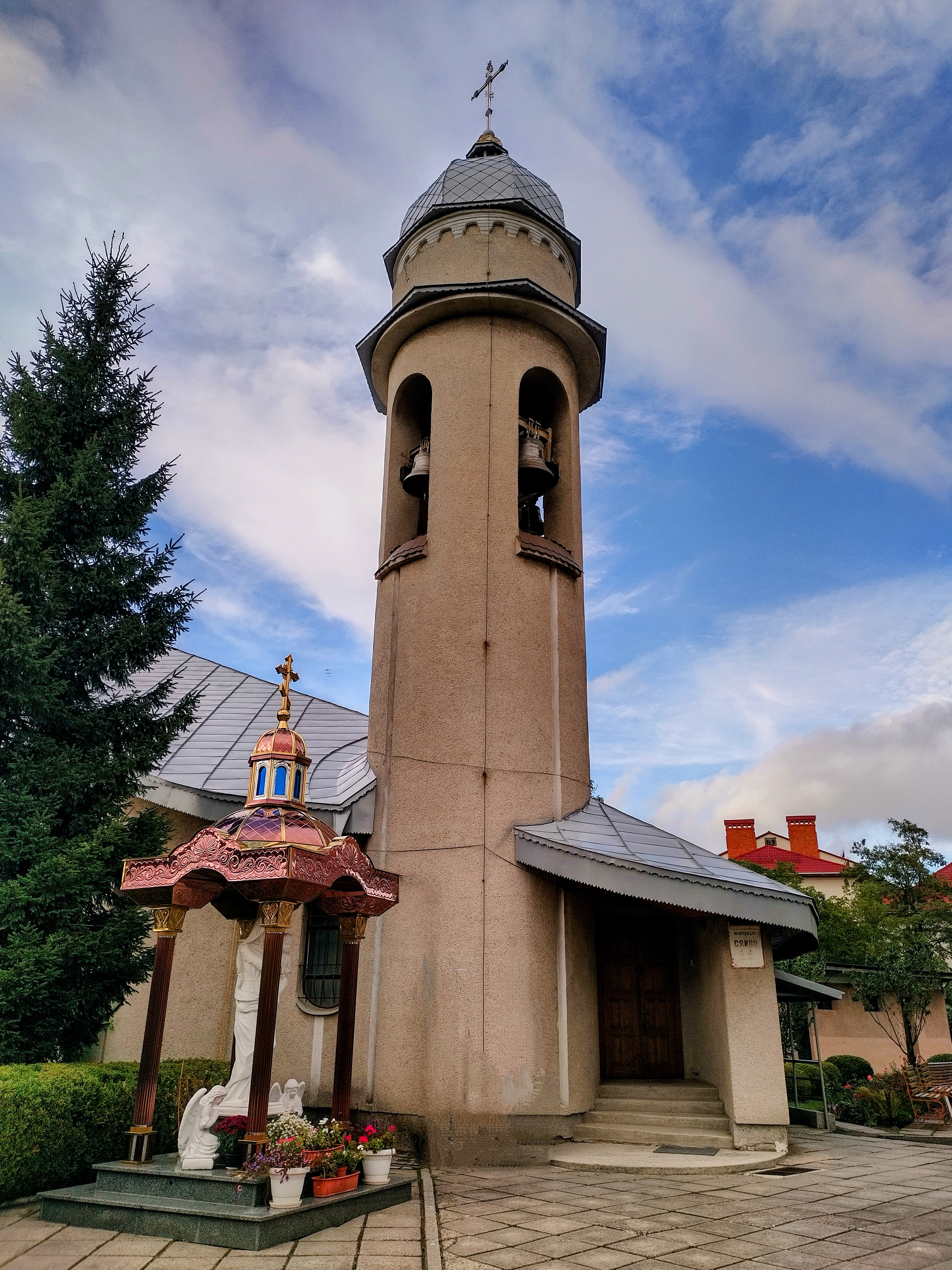
Дзвіниця

## Настоятелі
- 1991—2010 — о. Петро Равлик;
- Від 2010 — о. Олексій Скородинський.

## Зауваги
1. ↑  Подібне об'ємно-просторове рішення архітектор використав у проєкті своєї першої сакральної споруди — церкві в с. Зубра. Однак, у Зубрі храм був вирішений у необароковій стилістиці, а у львівській церкві Покрови у монументально-модерністській.